# Kevin Borg
Kevin Borg (født 9. juni 1986 i Floriana på Malta) er en maltesisk-svensk popsanger og vinder af den svenske udgave af Idols for 2008. Dette opnåede han efter at være flyttet fra Malta til Arvidsjaur i Sverige i 2007.

## Singler
- 2006 – Riflessi
- 2006 – Your'e My Dream
- 2007 – Jasal il-Jum
- 2007 – Whenever
- 2008 – Livin' on a Prayer [1]
- 2008 – With Every Bit of Me

## Television
- Malta Song for Europe 2006
- Malta Song For Europe 2007
- Idol 2008